# Profumo/Seduzione
Profumo è una canzone della cantautrice toscana Gianna Nannini,
Il brano è stato il secondo singolo estratto dall'album omonimo pubblicato nel 1986. La canzone, scritta dalla Nannini e da Fabio Pianigiani è stata prodotta dal compianto Conny Plank.

## Tracce
1. Profumo – 3:50
2. Seduzione – 3:29